# Hypomenitis zalmunna
Hypomenitis zalmunna är en fjärilsart som beskrevs av William Chapman Hewitson 1869. Hypomenitis zalmunna ingår i släktet Hypomenitis och familjen praktfjärilar. Inga underarter finns listade i Catalogue of Life.